# Drapeau des États fédérés de Micronésie
Vous lisez un « bon article » labellisé en 2022.
Le drapeau des États fédérés de Micronésie, héritier de celui du Territoire sous tutelle des îles du Pacifique, est adopté le 30 novembre 1978 par le Congrès de Micronésie, au format 10:19, comme drapeau des États fédérés de Micronésie. Son usage devient effectif avec l'indépendance le 10 mai 1979. Il représente sur un fond bleu figurant à la fois l'océan Pacifique et le « bleu des Nations unies » quatre étoiles blanches pour les quatre États constitutifs du pays (Yap, Chuuk, Pohnpei et Kosrae). Le drapeau doit être arboré par les bâtiments officiels et par les bateaux immatriculés aux États fédérés de Micronésie. Bien qu'il soit un instrument de reconnaissance et d'appartenance, la population micronésienne accorde peu d'importance aux drapeaux et aux rituels qui les entourent en tant qu'élément de cohésion culturelle.

## Historique
Les îles Carolines sont visitées le 1er octobre 1525 par le portugais Diogo da Rocha mais elles sont revendiquées par l'espagnol Álvaro de Saavedra le 1er janvier 1528 au nom du roi Charles II d'Espagne. Elles sont alors administrées depuis Manille aux Philippines au sein des Indes orientales espagnoles. Après la défaite de l'Espagne lors de la guerre hispano-américaine en 1898, l'Espagne a perdu sa flotte navale et de larges portions des Indes orientales. Elle n'est plus capable de gouverner les îles Carolines et les vend à l'Allemagne le 12 février 1899 pour 17 millions de marks, qui les intègre à la Nouvelle-Guinée allemande. Au début de la Première Guerre mondiale, le Japon les occupe le 7 octobre 1914. Le 17 décembre 1920, la Société des Nations confie les îles au Japon. C'est le début du Mandat des îles du Pacifique qui s'achève dans les faits avec l'occupation américaine commencée le 20 septembre 1944. Le mandat est officiellement révoqué le 18 juillet 1947 par l'Organisation des Nations unies et les îles, devenues le Territoire sous tutelle des îles du Pacifique (TTIP) sont confiées à la tutelle des États-Unis.
Le drapeau de l'ONU est fréquemment hissé aux côtés du drapeau des États-Unis d'Amérique, d'abord dans une version à 48 étoiles jusqu'au 3 juillet 1959, à 49 étoiles jusqu'au 3 juillet 1960 puis à 50 étoiles jusqu'au 30 novembre 1978. En 1962, un concours pour la conception d'un drapeau du Territoire sous tutelle des îles du Pacifique est organisé. Le gagnant propose un drapeau inspiré de celui de l'ONU, il figure un cercle de six étoiles blanches pointant vers le haut sur un fond bleu clair,. Ces six étoiles symbolisent la paix et correspondent aux six districts, les Palaos, les Îles Marshall, les Îles Mariannes du Nord, ainsi que Yap, Truk (maintenant Chuuk) et Ponape (maintenant Pohnpei),. Le champ bleu représente la liberté et la loyauté. Ce drapeau est adopté par le Conseil de Micronésie le 3 octobre 1962 à Koror dans le district des Palaos. Il est hissé pour la première fois le 24 octobre 1962, à l'occasion de la Journée des Nations unies,. Ce drapeau des TTIP est approuvé en juillet 1965 par un vote au Congrès de Micronésie et par le haut-commissaire du TTIP. À un moment indéterminé, avant la fin des années 1960, l'orientation des étoiles suit la courbure du cercle. Le drapeau est généralement employé au format 3:5.

Drapeau des États-Unis à partir du 4 juillet 1960.
Drapeau de l'ONU utilisé dans le TTIP.
Drapeau du Territoire sous tutelle des îles du Pacifique employé de juillet 1965 à juillet 1987.

Du 1er avril 1976, date où les Îles Mariannes du Nord deviennent un territoire des États-Unis, à janvier 1977, lorsque le nouveau district de Kusaie (aujourd'hui Kosrae) est détaché de Ponape, le nombre de districts est de cinq. Cependant, le drapeau n'est pas modifié. Le 12 juillet 1978, les anciens districts de Yap, Chuuk, Pohnpei et Kosrae adoptent une constitution commune qui aboutit le 10 mai 1979 à la création des États fédérés de Micronésie,. Auparavant, le 30 novembre 1978, le Congrès de Micronésie intérimaire a adopté pour le futur drapeau des États fédérés de Micronésie une réduction de six à quatre étoiles en prévision des départs des Îles Marshall et des Palaos du TTIP, effectifs le 1er mai 1979 et le 1er janvier 1981,. Le TTIP est dissous le 10 juillet 1987 et l'ONU acte la fin de la curatelle américaine sur les Palaos, les Îles Marshall et les États fédérés de Micronésie le 22 décembre 1990. En 1982, le Congrès des États fédérés de Micronésie vote le code des États fédérés de Micronésie dont le chapitre 5 du titre I décrit le drapeau des États fédérés de Micronésie et fixe son usage.

## Description et symbologie

Drapeau des États fédérés de Micronésie.

Le drapeau micronésien se base sur la conception et le symbolisme du drapeau du TTIP précédemment utilisé.
Le code des États fédérés de Micronésie le décrit comme étant constitué d'un cercle de quatre étoiles blanches centrées sur un champ bleu. Le ratio largeur/longueur du drapeau doit être du rapport 10:19 et le rapport entre la largeur du drapeau et celle d'une étoile doit être de cinq pour un. La loi ne précise en revanche pas le diamètre du cercle d'étoiles. Le drapeau peut être reproduit avec des dimensions différentes à des fins non officielles,.
Le champ bleu représente l'océan Pacifique, tandis que les quatre étoiles à cinq branches disposées en cercle symbolisent les quatre États de la fédération, d'ouest en est, Yap, Chuuk, Pohnpei et Kosrae. Chaque étoile pointe vers l'extérieur du drapeau comme si elles étaient disposées sur un anneau sigillaire. Quelque temps après 1986, le bleu foncé est remplacé par le « bleu des Nations Unies » du drapeau d'origine du Territoire sous tutelle des îles du Pacifique.

## Réglementation

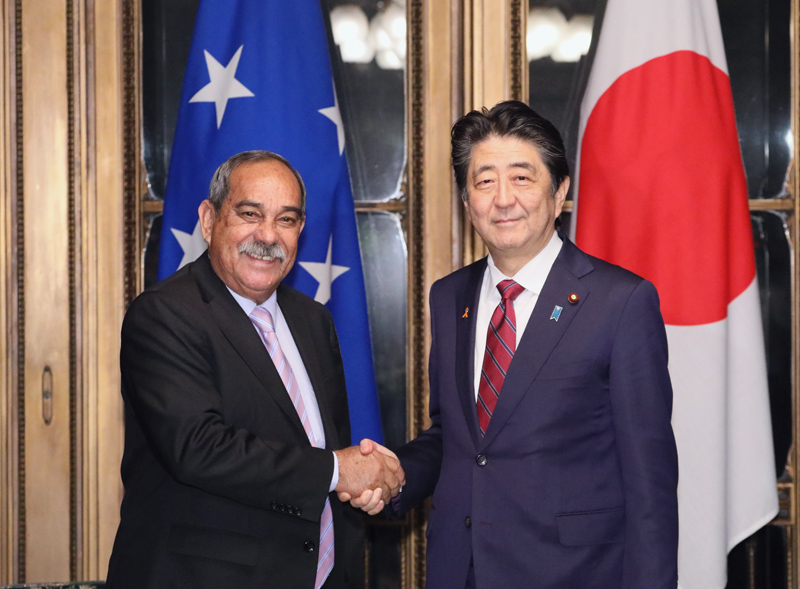
Rencontre entre le président des États fédérés de Micronésie Peter Christian et le premier ministre japonais Shinzo Abe en 2018 au Japon. Les drapeaux des deux pays sont présents.

Le code des lois fixe que le drapeau ne doit être arboré, en plein air, que du lever au coucher du soleil, uniquement sur les bâtiments, les bateaux immatriculés aux États fédérés de Micronésie, les hampes ou les drisses,. Il est levé rapidement, mais baissé cérémonieusement. Sur le territoire national, hors du cas des ambassades, consulats, missions diplomatiques et bureaux d'agences internationales, il ne doit pas être en position inférieure par rapport à un autre drapeau,. Lors de l'interprétation de l'hymne national, lorsque le drapeau des États fédérés de Micronésie est déployé, toutes les personnes présentes doivent se lever et faire face au drapeau. Le président peut établir des règles et des procédures pour la présentation en berne du drapeau et son utilisation lors de funérailles officielles,.
La profanation volontaire en public est passible d’une amende maximale de 100 $ ou d’un emprisonnement maximal de six mois ou des deux. Le capitaine d'un navire immatriculé aux États fédérés de Micronésie n'arborant pas le drapeau national ou en arborant un autre de façon à faire apparaître une autre nationalité est passible d'une amende ne dépassant pas 50 000 $. Arborer sciemment le drapeau des États fédérés de Micronésie à bord d'un bateau de manière à apparaître faussement comme un navire immatriculé dans le pays est passible d'une amende ne dépassant pas 100 000 $ ou d'un emprisonnement maximal d'un an, ou les deux. Le bateau peut également être confisqué au profit du gouvernement national.
Les drapeaux infranationaux sont autorisés. Chacun des quatre États des États fédérés de Micronésie et de nombreuses municipalités en possède un. Ils sont toujours placés de façon à être positionnés dans une logique d'infériorité par rapport au drapeau national.

Drapeau de l'État de Chuuk.
Drapeau de l'État de Kosrae.
Drapeau de l’État de Pohnpei.
Drapeau de l'État de Yap.

## Réception de l'usage du drapeau
Peu d'informations sont disponibles sur la façon dont le drapeau est perçu par la population. En 2003, une étude sur la perception des drapeaux met en évidence que, quoique les drapeaux claniques, municipaux, étatiques ou national soient arborés lors des compétitions sportives ou des concours en tant que signe de reconnaissance et d'appartenance, qu'il soit utilisé des drapeaux religieux lors des processions et cérémonies de l'église protestante, la population micronésienne accorde peu d'importance aux drapeaux et aux rituels qui l'entourent en tant qu'élément de cohésion culturelle. Se procurer un drapeau y est difficile.